# Huara marplesi
Huara marplesi is een spinnensoort uit de familie Desidae. De soort komt voor in Nieuw-Zeeland.